# 30 Years Sodomized
Albums de Sodom
In War and Pieces
(2010)
30 Years Sodomized : 1982 - 2012 est une compilation sortie à l'occasion du 30e anniversaire du groupe de thrash metal allemand Sodom.

## Liste des morceaux
| 1.  | Sepulchral Voice (Rehearsal, 1984)                                        |  |
| 2.  | Obsessed By Cruelty (Enregistré en concert en Belgique, 1985)             |  |
| 3.  | After The Deluge (Enregistré en concert au Metallize Festival, 1986)      |  |
| 4.  | Conjuration (Enregistré en concert à Scum en Hollande, 1987)              |  |
| 5.  | Proselytism Real (Enregistré en concert au Metallize Festival, 1987)      |  |
| 6.  | Conqueror (Enregistré en concert en Hollande, 1987)                       |  |
| 7.  | My Atonement (Enregistré en concert à Scum en Hollande, 1987)             |  |
| 8.  | Outbreak of Evil (Enregistré en concert en Allemagne, Zeche Bochum, 1988) |  |
| 9.  | Persecution Mania (Enregistré en concert en Suisse, Sargans, 1988)        |  |
| 10. | Magic Dragon (Enregistré en concert en Allemagne, Braunschweig, 1989)     |  |
| 11. | Shellfire Defense (Pré-production, 1990)                                  |  |
| 12. | The Saw is the Law (Pré-production, 1990)                                 |  |
| 13. | Bloodtrails (Pré-production, 1990)                                        |  |
| 14. | Body Parts (Enregistré en concert au Japon, 1992)                         |  |
| 15. | Skinned Alive (Enregistré au WDR Festival, 1992)                          |  |
| 16. | Sons of Hell (Démo)                                                       |  |

| 1.  | Burst Command 'Til War                 |  |
| 2.  | Brandish the Sceptre                   |  |
| 3.  | My Atonement                           |  |
| 4.  | Electrocution                          |  |
| 5.  | Christ Passion                         |  |
| 6.  | Tired and Red                          |  |
| 7.  | Baptism of Fire                        |  |
| 8.  | The Saw is the Law (Version splatting) |  |
| 9.  | Shellfire Defense                      |  |
| 10. | Tarred and Feathered                   |  |
| 11. | The Crippler                           |  |
| 12. | Reincarnation                          |  |
| 13. | Sodomized                              |  |
| 14. | Delight In Slaying                     |  |
| 15. | Into Perdition                         |  |

| 1.  | Gathering of Minds                     |  |
| 2.  | Unwanted Youth                         |  |
| 3.  | Politoximaniac                         |  |
| 4.  | That's What an Unknown Killer Diarized |  |
| 5.  | Warlike Conspiracy                     |  |
| 6.  | Spiritual Demise                       |  |
| 7.  | Book Burning                           |  |
| 8.  | Minejumper                             |  |
| 9.  | Genocide                               |  |
| 10. | Where Angels Die                       |  |
| 11. | Hatred of the Gods                     |  |
| 12. | Lords of Depravity                     |  |
| 13. | Kamikaze Terrorrizer                   |  |
| 14. | In War and Pieces                      |  |
| 15. | Hellfire                               |  |

Les deux vinyles contiennent les mêmes titres que le disque Official Bootleg - The Witchhunter Decade.